# Charles Noel (2e comte de Gainsborough)
Charles George Noel, 2e comte de Gainsborough (5 septembre 1818 - 13 août 1881), titré vicomte Campden entre 1841 et 1866, est un pair britannique et un homme politique whig.

## Biographie
Il est le seul enfant de Charles Noel (1er comte de Gainsborough) et de sa deuxième épouse Elizabeth, fille de George Grey (1er baronnet) (en). Sa mère est morte deux semaines après sa naissance. Il est le demi-frère de Gerard Noel (homme politique). Il étudie avec un précepteur privé et au Trinity College, à Cambridge.
Il succède à son oncle William Noel en tant que député de Rutland en 1840, mais n'occupe ce siège que l'année suivante. Il sert ensuite en 1848 comme haut shérif de Rutland. En 1866, il succède à son père dans le comté et entre à la Chambre des lords. L'année suivante, il est nommé Lord Lieutenant du Rutland, poste qu'il occupe jusqu'à sa mort. Il est lieutenant-colonel dans le Leicestershire Yeomanry du Prince Albert de 1879 à 1881.
Lui et sa femme embrassent le catholicisme romain le jour du nouvel an 1850.

## Famille
Lord Gainsborough épouse Ida Harriet Augusta, fille de William Hay (18e comte d'Erroll) et Elizabeth FitzClarence, fille illégitime du roi Guillaume IV en 1841. La maison familiale est dans le parc Flitteriss.
Ils ont cinq enfants.
- Blanche (c.1845-1881), qui épouse Thomas Murphy
- Constance (1847-1891), qui épouse Sir Henry Bellingham (4e baronnet)
- Charles (3e comte de Gainsborough) (en) (20 octobre 1850 - 17 avril 1926).
- Edward (1852-1917), qui épouse Ruth Lucas. Il est le père de John Baptist Lucius Noel et du lieutenant-colonel Edward Noel (en)
- Edith (décédée en 1890), devenue religieuse.

Lady Gainsborough est décédée en octobre 1867. Lord Gainsborough reste veuf jusqu'à sa mort en août 1881, à l'âge de 62 ans. Son fils aîné, Charles, lui succède au comté.